# Colin Sullivan
Colin Sullivan, né en 1945 à Sydney, est un médecin australien.  En 1981, il écrit dans The Lancet les effets favorables d’un traitement par pression positive continue par voie nasale (PPC) contre l'apnée du sommeil. Cette approche donne naissance au traitement supplantant la trachéotomie. Depuis cette date, la PPC a connu un essor considérable.